# Patrick Sequeira
Patrick Sequeira, né le 1er mars 1999 à Puerto Limón, est un footballeur international costaricien qui joue au poste de gardien de but au Casa Pia AC.

## Biographie

### En club
Patrick Sequeira est formé par le Deportivo Saprissa au Costa Rica, mais commence sa carrière professionnelle en Espagne.

### En sélection
En 2021, Patrick Sequeira est convoqué pour la première fois avec l'équipe nationale du Costa Rica. Il honore sa première sélection le 23 septembre 2022.
Le 3 novembre 2022, il est sélectionné par Luis Fernando Suárez pour participer à la Coupe du monde 2022.